# 剔犀

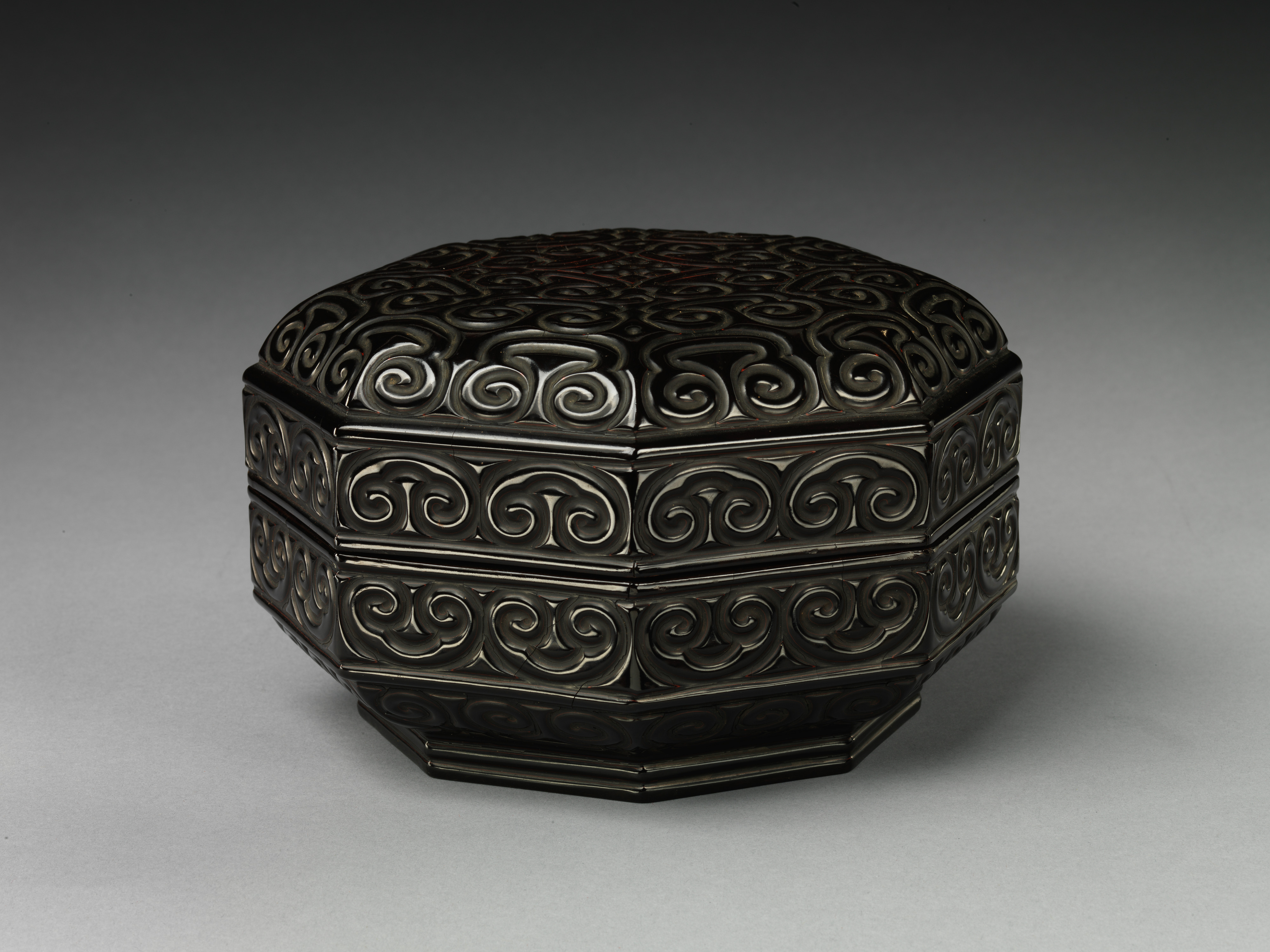
明剔犀八角盒。大都会博物馆藏

剔犀是传统的漆器装饰工藝，指在漆器胎体上有规律地逐层髹涂不同颜色的漆，待阴干后深雕出云纹等几何纹理，因而又名雲雕。日本稱之為屈輪（／ guri）。

## 工艺
剔犀工艺首先在胎体上有规律地换颜色髹涂。一般用红、黑两种颜色或红、黑、黄三种颜色，等前一道漆表干就髹涂下一道漆，如此髹涂几十、甚至数百道。如现代山西新绛匠人用11道黑漆间3道朱漆髹涂，如此反复至80余道。等漆层干后，下刀雕刻，内容多为云纹之类连绵不绝的几何图案。与剔红等在漆层软干时就雕刻不同，剔犀多在漆层变硬之后才下刀，以保证纹路的流畅、婉转:102。南派下刀如“仰瓦”，浅而圆；北派下刀“峻深”，刻痕呈V字形。
剔犀漆器表层多为红色或黑色；也有的在朱漆面外罩透明漆，称为“透明紫面”“滑地紫犀”，少而珍贵。刀口断面处，因髹漆时逐层换色，所以能看见不同颜色的线条。如果用多道红漆间几道黑漆髹涂，刀口断面就会出现黑色线条，称为“红间黑带”。反之，则黑色漆器的刀口断面出现红色线条，称为“乌间朱线”。如果髹涂三种颜色，则可以看到“三色更迭”。回环往复的异色线条，形成了剔犀漆器的独特美感。
:131-133:178-180

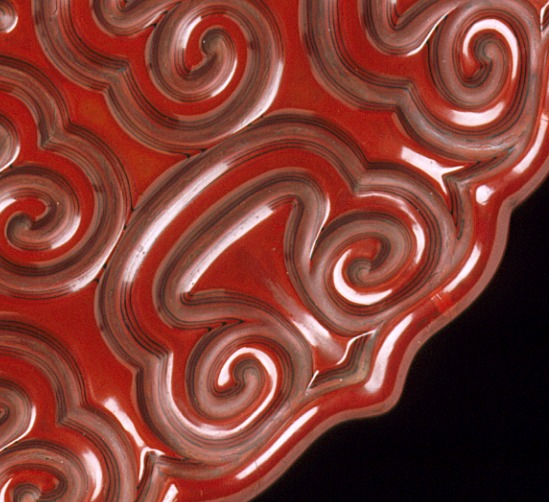
“红间黑带”
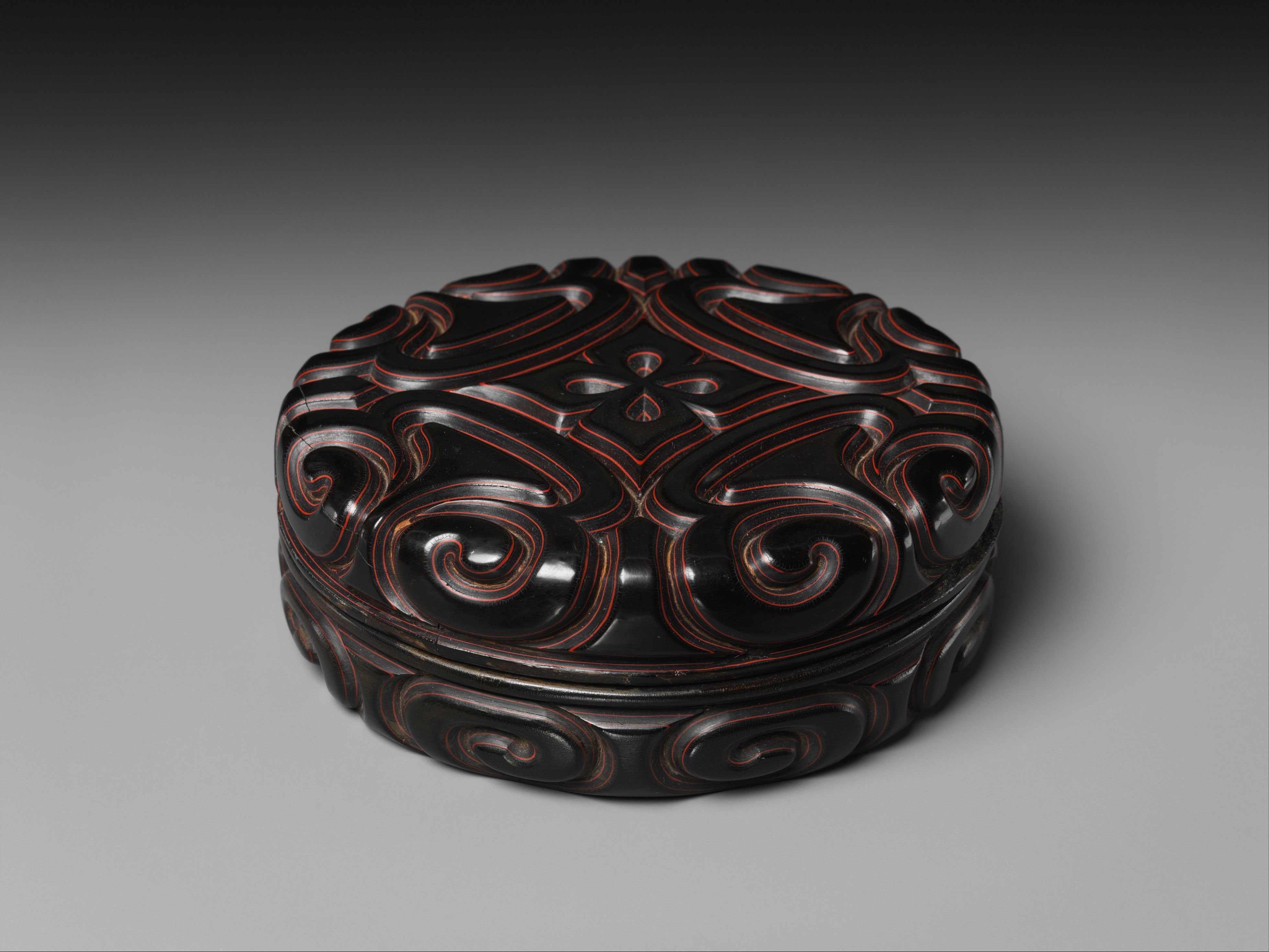
“乌间朱线”
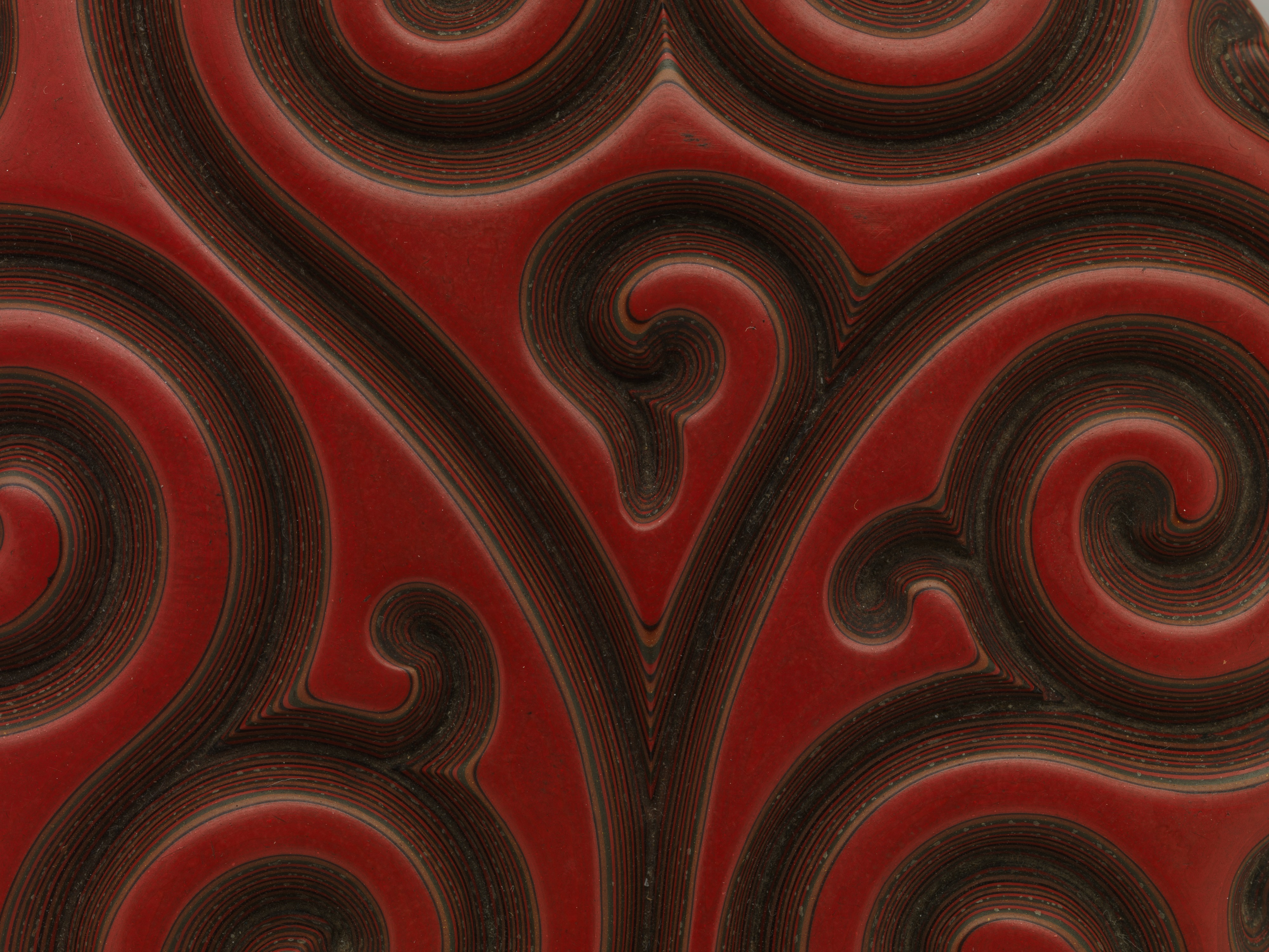
“三色更迭”

## 歷史

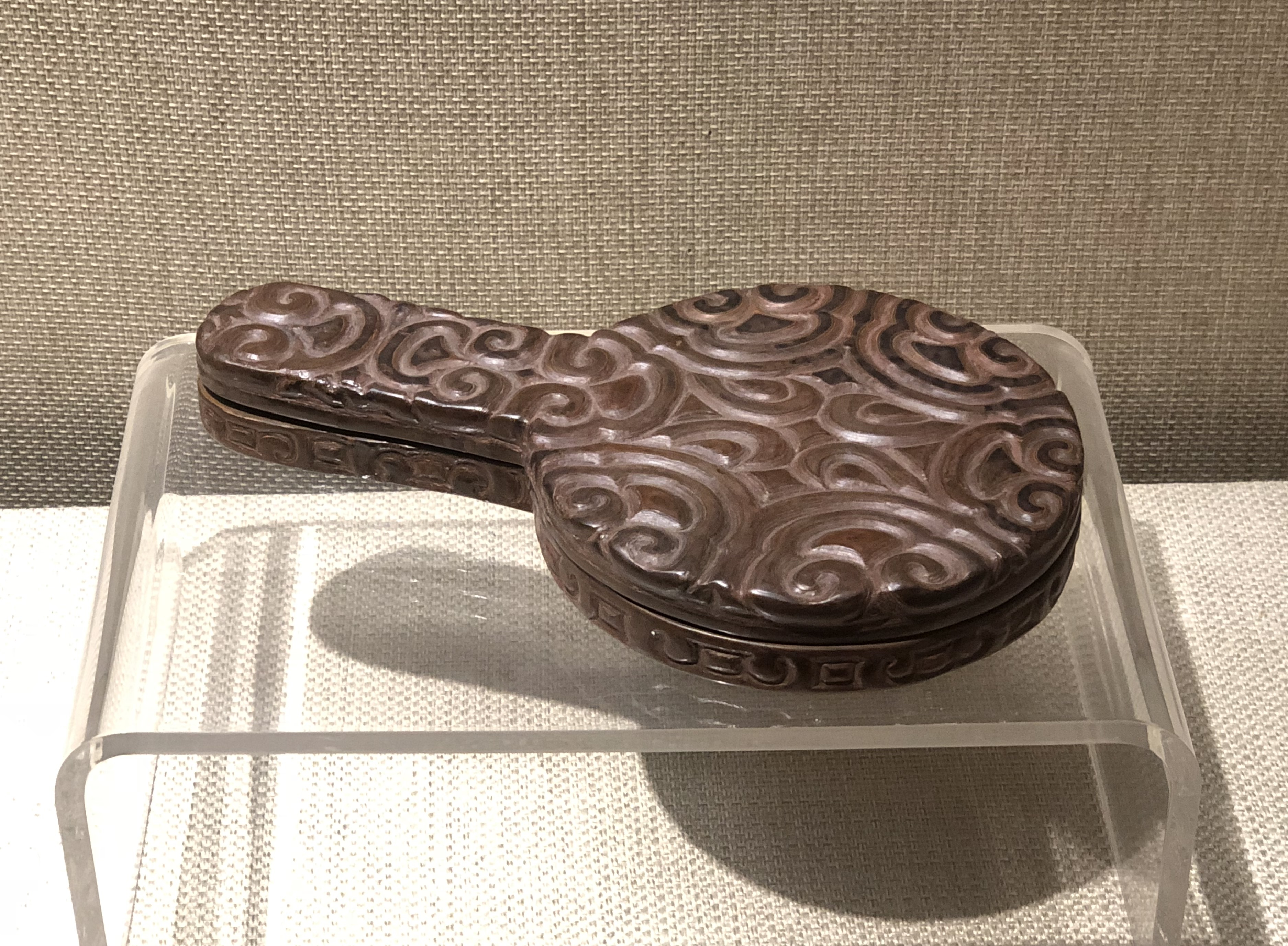
1976年武进南宋墓出土剔犀云纹执镜盒。常州博物馆藏

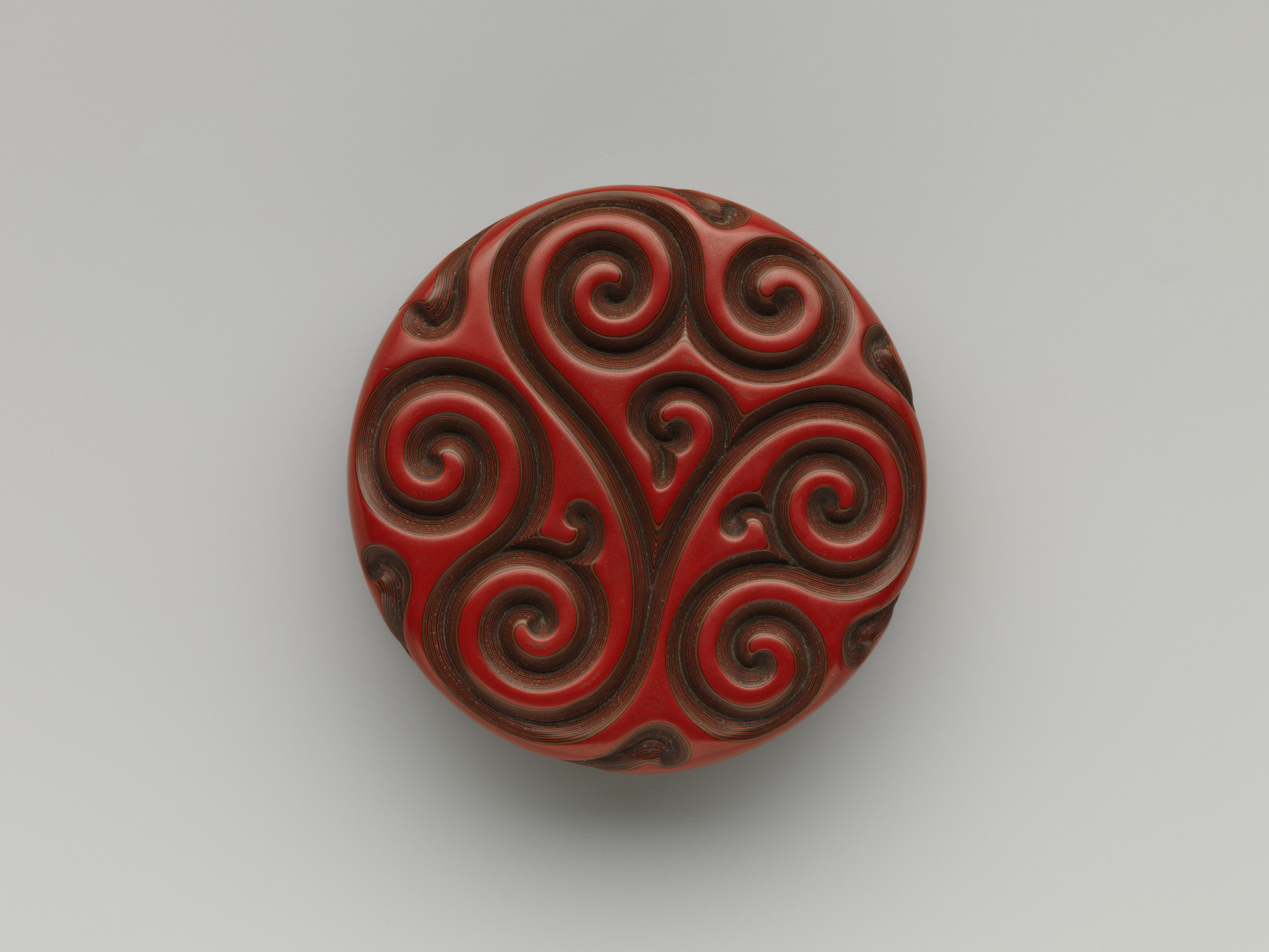
元代“杨茂造”朱面剔犀香草纹漆盒。大都会博物馆藏

明代扬明为《髹饰录》作注时提到：“（剔犀）此制原于锥毗。”1906年，探险家斯坦因在新疆米兰遗址发现了唐代的皮甲，后收藏于大英博物馆。皮甲上髹漆，并用刮擦不同漆层的方法制成红、黑、黄三色更迭的几何花纹。王世襄认为这即近似于锥毗工艺，是剔犀工艺尚未定型时的作品。:131-132:102
宋代，剔犀工艺渐趋成熟、定型。江苏张家港曾出土了不晚于北宋大观元年（1107年）的剔犀碗，是现知年代较早的出土剔犀器。山西大同曾出土金代剔犀奁。南宋出土剔犀器有十余件，多见于江苏、福建等地，其中福建出土剔犀器漆坚剔薄，与《格古要论》中提到的福州“福犀”相吻合。
元明，剔犀工艺成就达到巅峰。:179元代雕漆名匠张成、杨茂皆有剔犀作品传世，如安徽博物院藏“张成造”剔犀云纹漆盒、故宫博物院藏“张成造”剔犀云纹盘、大都会博物馆藏“杨茂造”朱面剔犀香草纹漆盒等。明代剔犀制品传世者更多。
清代已经鲜有剔犀漆器制作。:104现代，中国南派剔犀已经不传。:180中国北方还传承有剔犀工艺，如山西新绛漆器即以云雕为特色，并于2011年以“绛州剔犀技艺”之名进入中华人民共和国国家级非物质文化遗产名录。

### 传播
在日本，剔犀制品因其纹路而得名“屈轮”，汉字又写作“曲轮”“俱利”“具利”（ ）。:95日本镰仓雕模仿中国雕漆，其中也有模仿剔犀的制品，称为“具利雕”，但做法与剔犀先反复髹涂、再剔刻不同，是在木胎或厚堆漆灰上先雕刻出图案，然后髹漆，最后在刻纹内画上线条。:391、574